# Arthur Wetmore
Pour les articles homonymes, voir Wetmore.
Arthur C. Wetmore est un marchand et homme politique canadien. Il est né à North Lake, au Nouveau-Brunswick.

## Biographie
Il était maître de poste de Fosterville et y avait également un magasin, en plus d'être constable. Il a été conseiller municipal puis préfet du comté de York en 1924.